# Hermann Herrenberger
Hermann Herrenberger (ur. 18 kwietnia 1881 w Ulm nad Dunajem, zm. 9 lipca 1953 w Fürth) – naczelny miejski radca budowlany, w niem. (Ober-)Stadtbaurat (architekt miejski).

## Życiorys
Był synem dyrektora Muzeum Miejskiego w Ulm.
W latach 1914–1917 wzniesiono według jego projektu (pracował pod kierownictwem miejskiego radcy budowlanego Adolfa Stahla), z pomocą architektów Hermann Klotha i Häckera, gmach szkoły powszechnej (Volksschule) przy dzisiejszej ul. Garbary 82.
Inspiracją była architektura miast północnoniemieckich takich jak Hamburg i Lubeka.
Wcześniej powstała sala gimnastyczna szkoły przy obecnej ul. Juliusza Słowackiego 54/60, następnie pawilon D szkoły przy ul. Kazimierza Jarochowskiego 1.
Projekty budynków dla tych szkół powstały w Miejskim Urzędzie Budowlanym, pod kierunkiem miejskich radców budowlanych: Fritza Teubnera (szkoły powszechnej – Volksschule VIII, XIII) i Adolfa Stahla (XIII, XV). Pomysły rozwiązań przestrzennych pochodziły również od miejskich inspektorów budowlanych: Hermanna Herrenbergera (XV Szkoła Ludowa i ostatni, oznaczony literą D, pawilon szkoły XIII).
Zabudowę w systemie pawilonowym wprowadził w Poznaniu Fritz Teubner (XIII szkoła powszechna). W projektowaniu budynków szkolnych z urzędnikami budowlanymi współpracowali architekci: Hermann Kloth (VIII, XV szkoła powszechna), Häcker (XV), Joseph Leimbach i F.d'Hargues (VIII). Idea rozwiązania przestrzennego pochodziła zwykle od urzędników komunalnych: miejskiego radcy budowlanego, a niekiedy od miejskiego inspektora budowlanego. Pracami projektowymi kierował miejski radca budowlany. Urzędnik sporządzał pierwsze szkice projektowe, uzgadniając przedstawiony przez zleceniodawcę program użytkowy ze standardowym, bądź mniej lub bardziej zindywidualizowanym rozwiązaniem planu i bryły. Na podstawie zachowanych materiałów archiwalnych trudno dokładnie określić udział architektów – przedstawicieli wolnego zawodu – w kształtowaniu planu i bryły budowli. Współpracujący z urzędnikami budowlanymi architekci skupiali się głównie na opracowaniu poszczególnych elementów architektonicznych oraz detalu elewacji i wnętrz. Korygowali projekty pod względem estetycznym i mieli istotny wpływ na ostateczny kształt użytych środków wyrazowych.
Do Fürth powrócił w 1920, po zakończeniu działalności zawodowej w miastach: Osnabrück, Hamburg i Poznań.
W latach 1920–1945 pracował jako naczelny miejski radca budowlany w Fürth.

## Projekty w Poznaniu
- Szkoła przy ul. Garbary 82 gmach szkoły, dawniej XV Szkoła Ludowa (Volksschule), zbudowana w latach 1914–1917
- Szkoła przy ul. Juliusza Słowackiego 54/60 sala gimnastyczna, pierwotnie VIII Szkoła Ludowa z lat 1907–1913
- Szkoła przy ul. Kazimierza Jarochowskiego 1 pawilon D (obecnie A), dawniej XIII Szkoła Ludowa, powstała w latach 1908–1913